# English Premier Ice Hockey League 2004/05
Die Saison 2004/05 war die 7. Austragung der English Premier Ice Hockey League.

## Modus und Teilnehmer
An der dritthöchsten britischen Liga nahmen ausschließlich englische Mannschaften teil. Es wurden zwei Runden mit Hin- und Rückspiel gespielt. Für einen Sieg – auch nach Verlängerung oder Penaltyschießen – wurden zwei Punkte vergeben, für eine Niederlage nach Verlängerung oder Penaltyschießen gab es einen Punkt.
| Platz | Mannschaft              | Spiele | S  | U | N  | Tore    | Punkte |
| ----- | ----------------------- | ------ | -- | - | -- | ------- | ------ |
| 1     | Milton Keynes Lightning | 32     | 23 | 3 | 6  | 149: 75 | 49     |
| 2     | Peterborough Phantoms   | 32     | 18 | 4 | 10 | 136: 95 | 40     |
| 3     | Wightlink Raiders       | 32     | 17 | 6 | 9  | 117:101 | 40     |
| 4     | Romford Raiders         | 32     | 17 | 2 | 13 | 144:113 | 36     |
| 5     | Swindon Wildcats        | 32     | 15 | 3 | 14 | 106:102 | 33     |
| 6     | Slough Jets             | 32     | 14 | 3 | 15 | 122:108 | 31     |
| 7     | Chelmsford Chieftains   | 32     | 10 | 8 | 14 | 128:130 | 28     |
| 8     | Telford Raiders         | 32     | 11 | 5 | 16 | 138:136 | 27     |
| 9     | Solihull Barons         | 32     | 2  | 0 | 30 | 158:133 | 4      |

Legende: S–Siege, U–Unentschieden, N–Niederlage

## Play-offs
Die Spiele der ersten Play-off-Runde wurden in zwei Gruppen à vier Mannschaften durchgeführt. Die jeweils beiden Ersten qualifizierten sich für das Final-Four-Turnier
| Gruppe A                | Gruppe A | Gruppe A | Gruppe A | Gruppe A | Gruppe A | Gruppe A | Gruppe A |
|                         | Spiele   | S        | U        | N        | Tore     | Punkte   |          |
| ----------------------- | -------- | -------- | -------- | -------- | -------- | -------- | -------- |
| Milton Keynes Lightning | 6        | 5        | 0        | 1        | 36:20    | 10       |          |
| Romford Raiders         | 6        | 4        | 0        | 2        | 35:22    | 8        |          |
| Telford Raiders         | 6        | 2        | 0        | 4        | 20:35    | 4        |          |
| Swindon Wildcats        | 6        | 1        | 0        | 5        | 15:29    | 2        |          |

| Gruppe B              | Gruppe B | Gruppe B | Gruppe B | Gruppe B | Gruppe B | Gruppe B | Gruppe B |
|                       | Spiele   | S        | U        | N        | Tore     | Punkte   |          |
| --------------------- | -------- | -------- | -------- | -------- | -------- | -------- | -------- |
| Peterborough Phantoms | 6        | 5        | 0        | 1        | 25:16    | 10       |          |
| Slough Jets           | 6        | 4        | 0        | 2        | 26:13    | 8        |          |
| Chelmsford Chieftains | 6        | 3        | 0        | 3        | 23:26    | 6        |          |
| Wightlink Raiders     | 6        | 0        | 0        | 6        | 16:35    | 0        |          |

### Final Four
Die entscheidenden Spiele der Saison wurden in einem Finalturnier am 16. und 17. April 2005 in Coventry ausgetragen.
Halbfinale
| 16. April 2005 | Milton Keynes Lightning | 2:1 | Slough Jets | Coventry |

| 16. April 2005 | Peterborough Phantoms | 4:3 | Romford Raiders | Coventry |

Spiel um Platz 3
| 17. April 2005 | Slough Jets | 4:6 | Romford Raiders | Coventry |

Finale
| 17. April 2005 | Milton Keynes Lightning | 7:2 | Peterborough Phantoms | Coventry |